# Mont Thabor
Mont Thabor (3178 m n. m.) je jeden z nejvyšších vrcholů v cerceském masívu (francouzsky massif des Cerces, zvaný též massif du Thabor nebo massif des Cerces-Thabor), který náleží do Kottických Alp, jež jsou součástí Západních Alp. Hora se nachází v jihovýchodní Francii na rozhraní departementů Savojsko (region Auvergne-Rhône-Alpes) a Hautes-Alpes (region Provence-Alpes-Côte d'Azur).

## Geografická poloha
Hora Thabor leží zhruba jen 3,5 - 5 km vzdušnou čarou na západ od francouzsko-italské hranice. Masív se rozkládá jihozápadně od francouzského horského střediska Modane a od údolí, kterým prochází železniční trať z Turína do Chambéry a Grenoblu. V departementu Savojsko jsou nejbližšími obcemi Valmeinier a Orelle, na jihu v departementu Hautes-Alpes je to Névache, nejvýše položená obec (1596 m n. m.) v údolí Clarée. Dlouhé údolí Clarée stoupá od Névache severozápadním směrem, na sever až k průsmyku Col des Méandes a masívu hory Thabor vede z Névache cesta údolím Étroite (Vallée Étroite). Přibližně 500 metrů severně od hory Thabor se nachází výrazný horský štít Pic du Thabor (3207 m n. m.), který je o 29 metrů vyšší, než samotná hora Thabor.

## Historie
Na vrcholu hory se nachází poutní kostelík. Podle místního podání zde křesťanský svatostánek, k němuž se každoročně konaly poutě, existoval již od 11. století. Podle této tradované verze je název hory spojován s existencí posvátné hory Tábor v Galileji, o niž přinesli do Evropy informace spolu s jejím jménem a s tradicí jejího uctívání účastníci středověkých křižáckých výprav. Tradice poutí na horu Thabor se zachovala až do 21. století.
Do roku 1947 patřil vrchol hory Thabor spolu s údolím Étroite (italsky Valle Stretta) Itálii, po ratifikaci Pařížských mírových smluv v únoru 1947 však byla hranice posunuta a toto území připadlo Francii.

## Fotogalerie

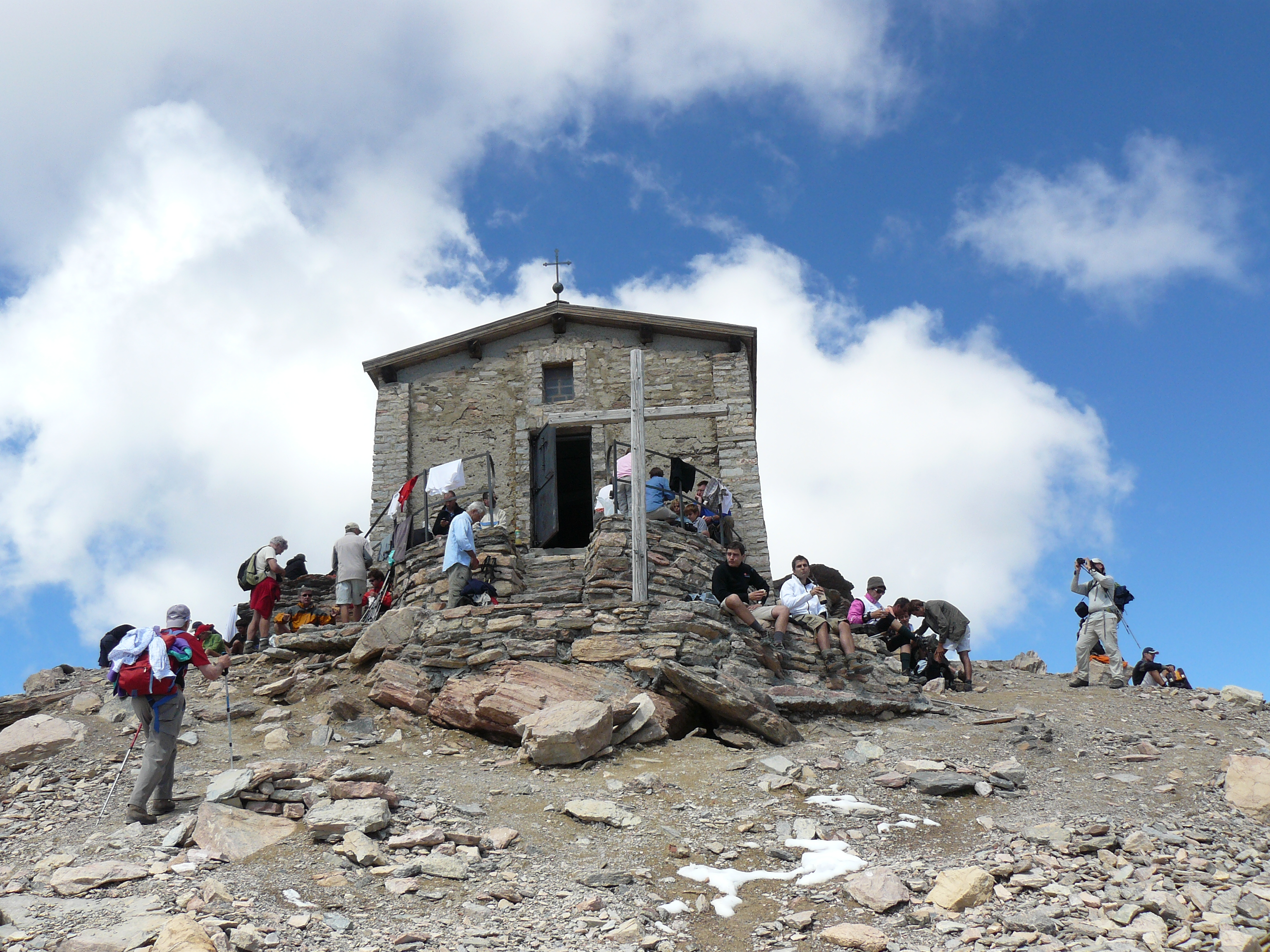
Poutníci u kostelíka na vrcholu hory Thabor
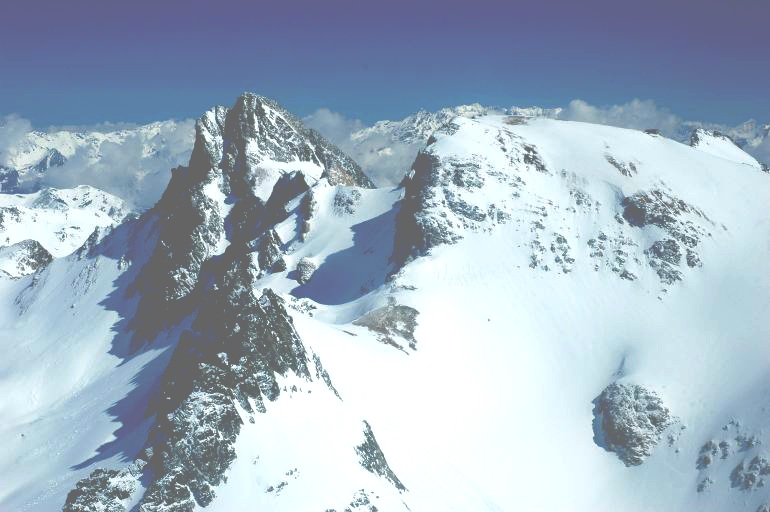
Pic du Thabor (vlevo) a Mont Thabor
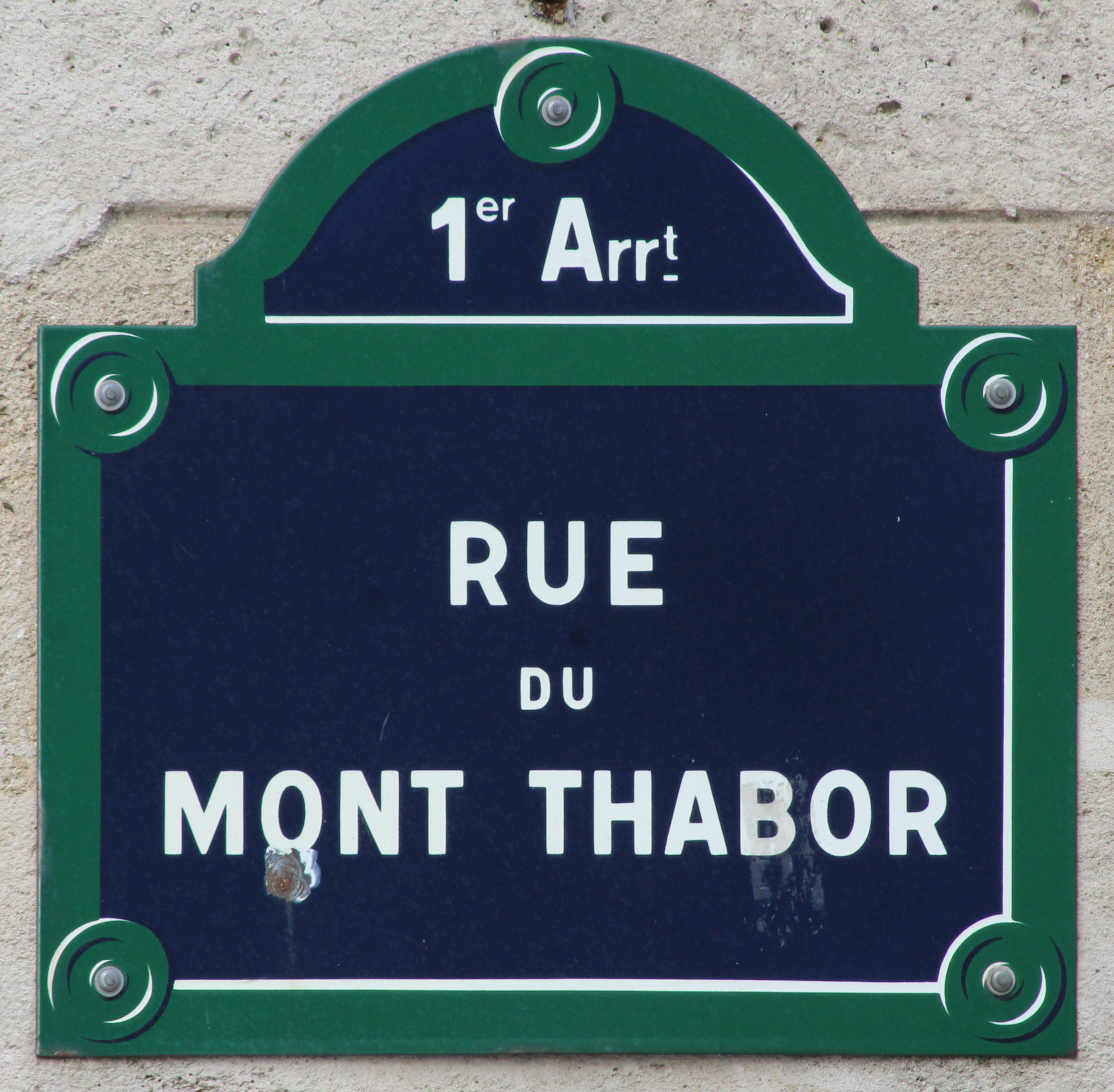
Ulice Mont Thabor v Paříži
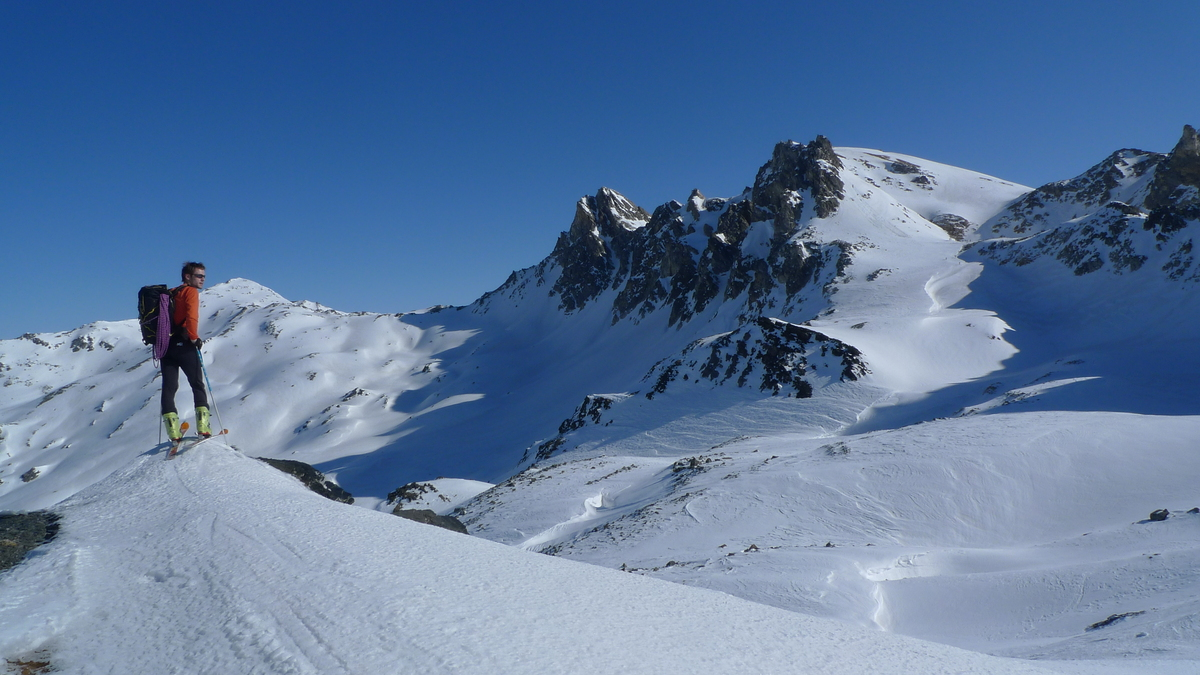
Pohled k Thaboru od průsmyku Valmeinier
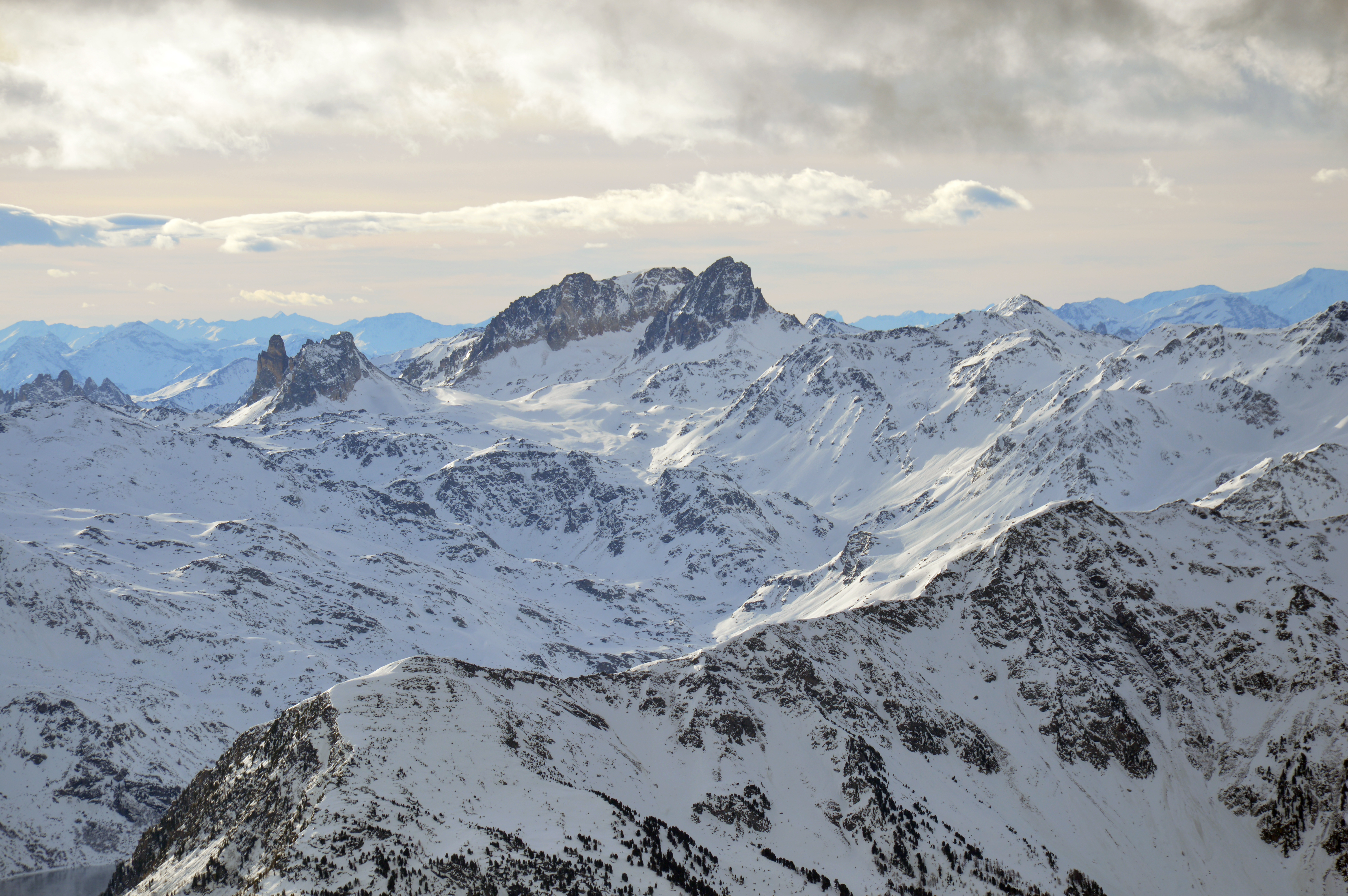
Mont Thabor
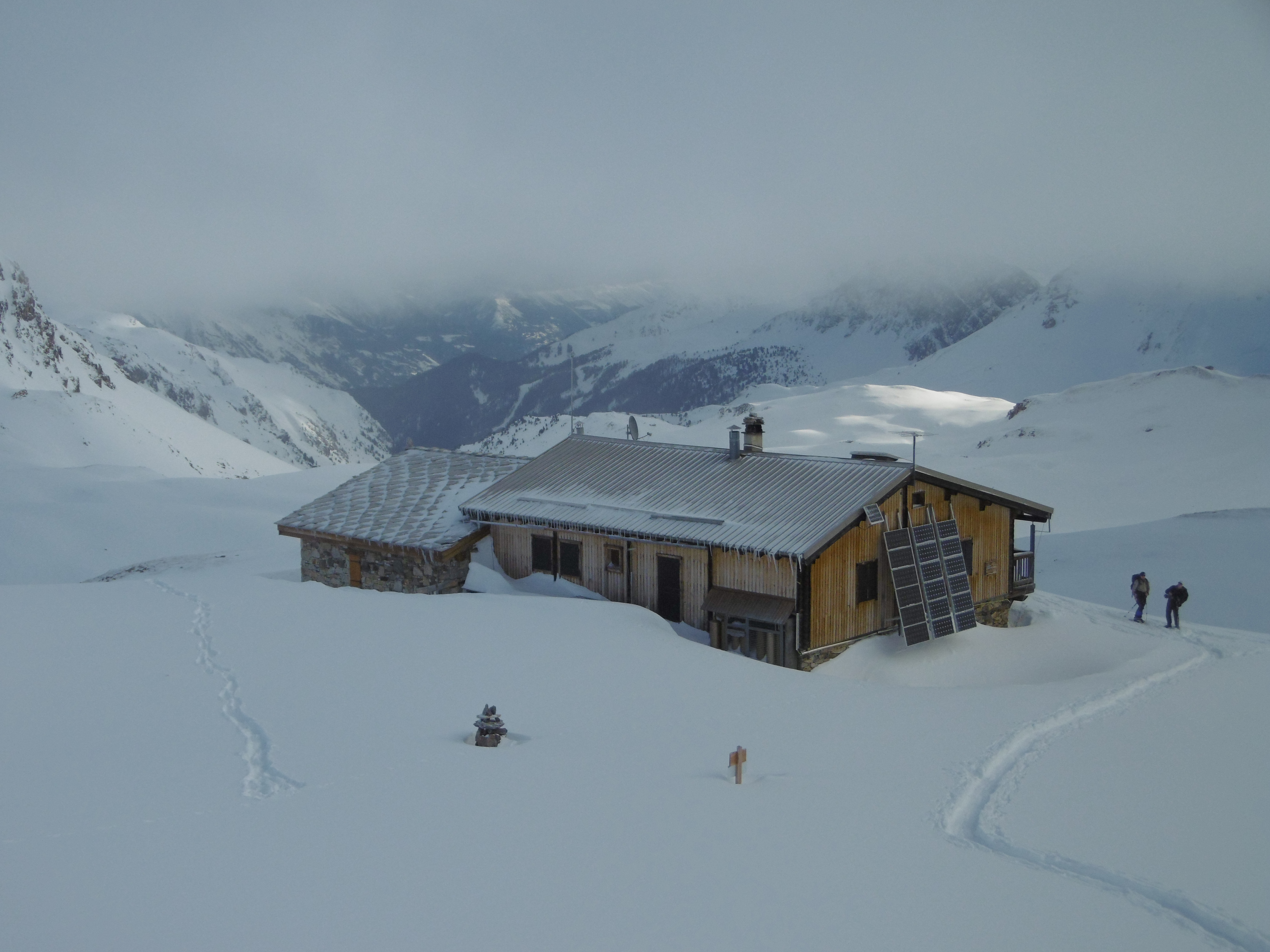
Horská chata (refuge) Mont Thabor
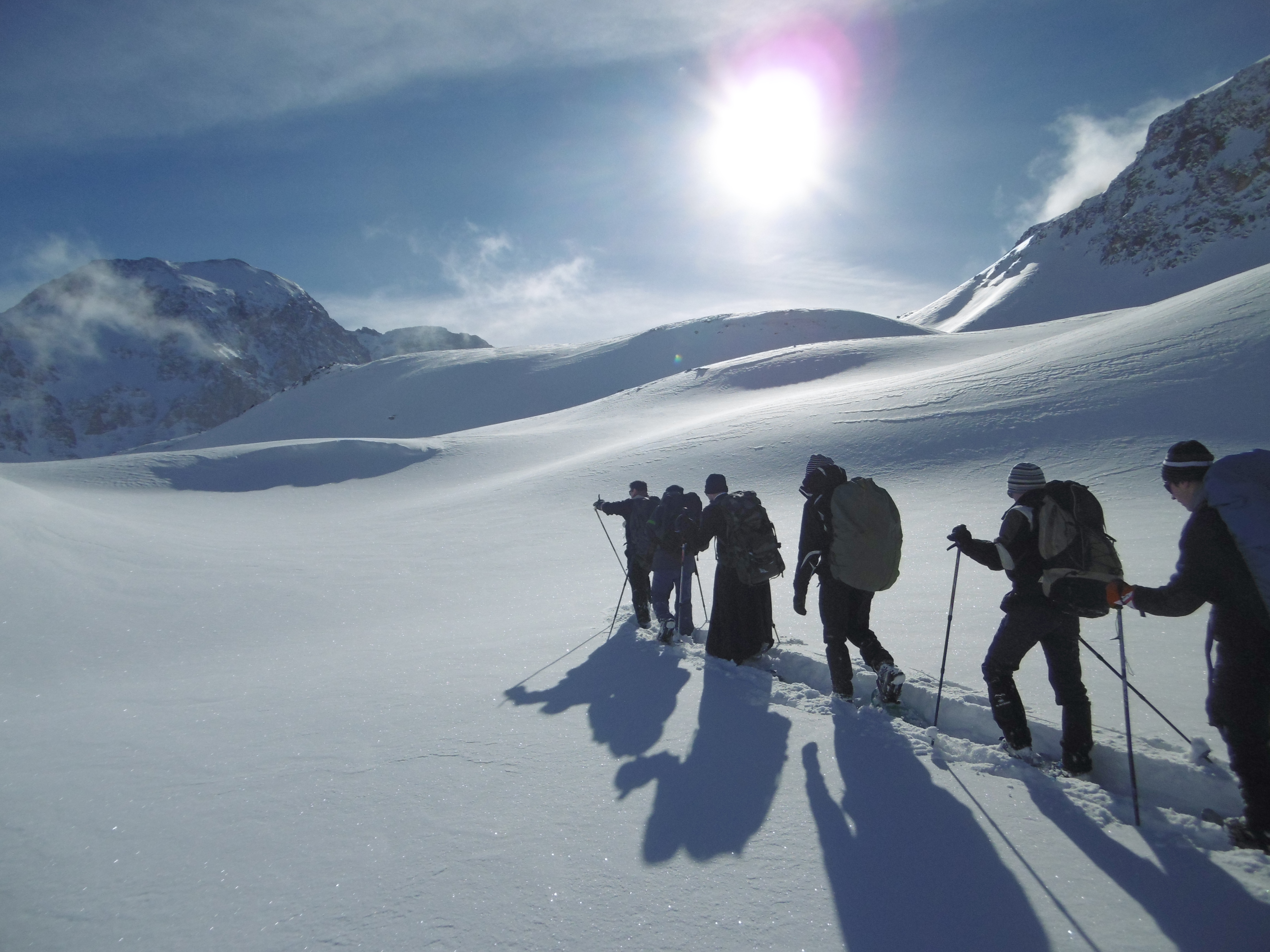
Zimní výstup na Mont Thabor